# Gobiosoma grosvenori
Gobiosoma grosvenori är en fiskart som först beskrevs av Robins, 1964.  Gobiosoma grosvenori ingår i släktet Gobiosoma och familjen smörbultsfiskar. Inga underarter finns listade i Catalogue of Life.